# Tolhuis (Nijmegen)
Tolhuis is een wijk in de Nederlandse stad Nijmegen. Het behoort tot het stadsdeel Dukenburg en ligt in het noordwesten hiervan. De wijk ligt tussen de Wijchenseweg-N326 (noordkant), de Van Schuylenburgweg en de wijk Zwanenveld (oostkant), de wijk Meijhorst (zuidkant) en Stadspark Staddijk (westkant). Op 1 januari 2023 telde de wijk 3.565 inwoners, verdeeld over 1.764 woningen, met een gemiddelde WOZ-waarde van € 269.000, op een oppervlakte van 0,83 km².

## Naamgeving
Tolhuis is genoemd naar het tolhuisje, dat nog altijd staat aan de Teersdijk, de oude tolweg van Nijmegen naar Grave.

## Algemeen
Tolhuis en Weezenhof zijn de laatst gebouwde wijken van Dukenburg en dateren van begin jaren 1970. Het is een echte woonwijk met aan de noordzijde langs de van Rozenburgweg enige bedrijven en winkels; er is geen industrie. In 1.607 woningen wonen 3.433 inwoners (2009). De wijk heeft veel meer laagbouw dan midden- en hoogbouw en is gekenmerkt door veel groen dat vooral in stroken verspreid tussen de laagbouw ligt; een groter aaneengesloten groengebied wordt gevormd door het Douglasbosje en het Grand Canal, resten van het voormalige landgoed Dukenburg. In de wijk staat een basisschool die tevens Brede school is. In een voormalige school is het Creatief Centrum Nijmegen-Zuid gevestigd en langs de van Rozenburgweg liggen een ijsbaan en een klimhal als bovenwijkse voorzieningen. Tolhuis maakt zelf ook gebruik van bovenwijkse voorzieningen elders in Dukenburg, die vooral gelegen zijn in de wijken Zwanenveld (winkelcentrum Dukenburg) en Meijhorst (wijkcentrum Dukenburg, zwembad, kerk, huisartsen en tandartsen, markt).

## Afbeeldingen

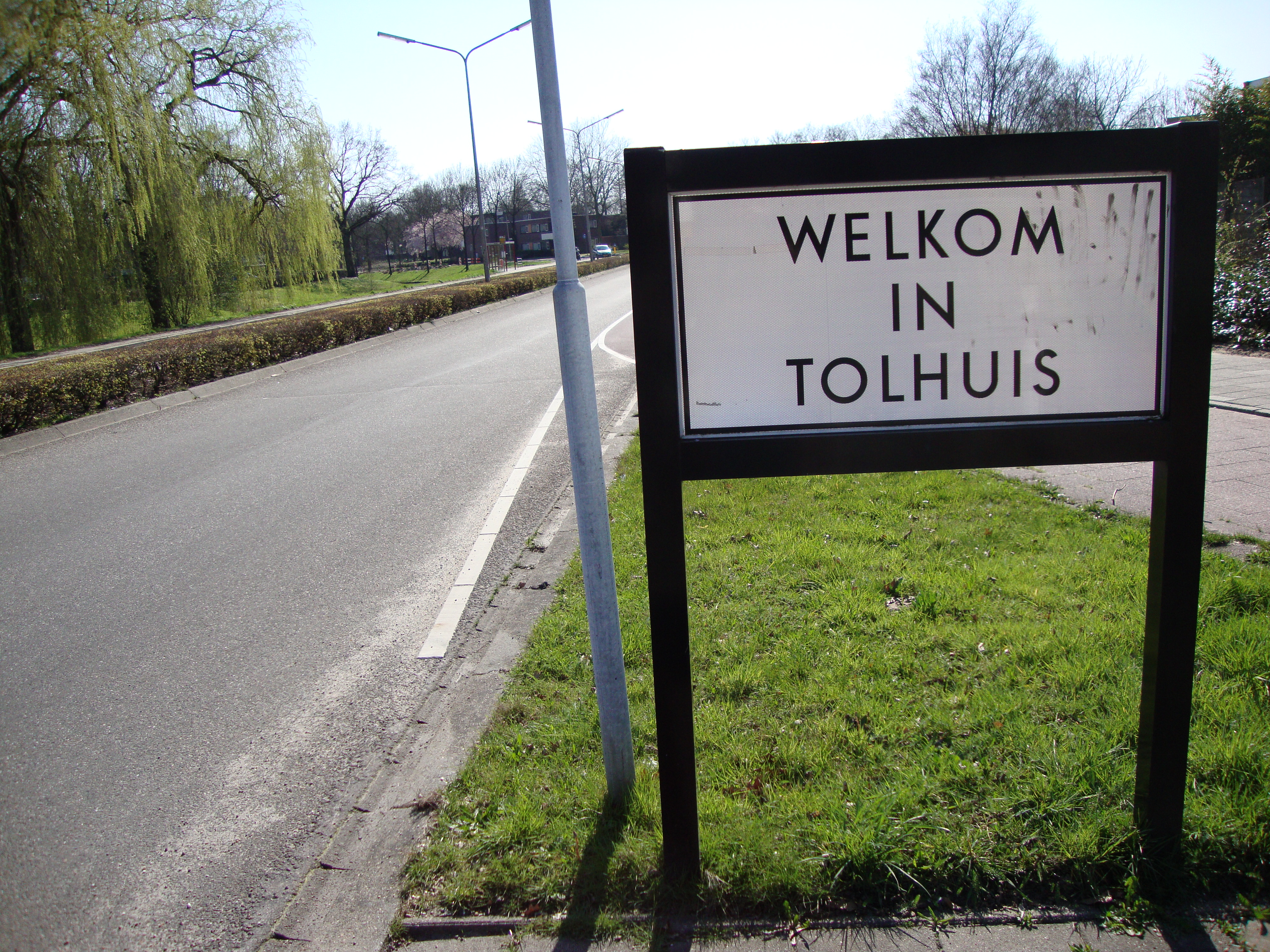
Bord Welkom in Tolhuis
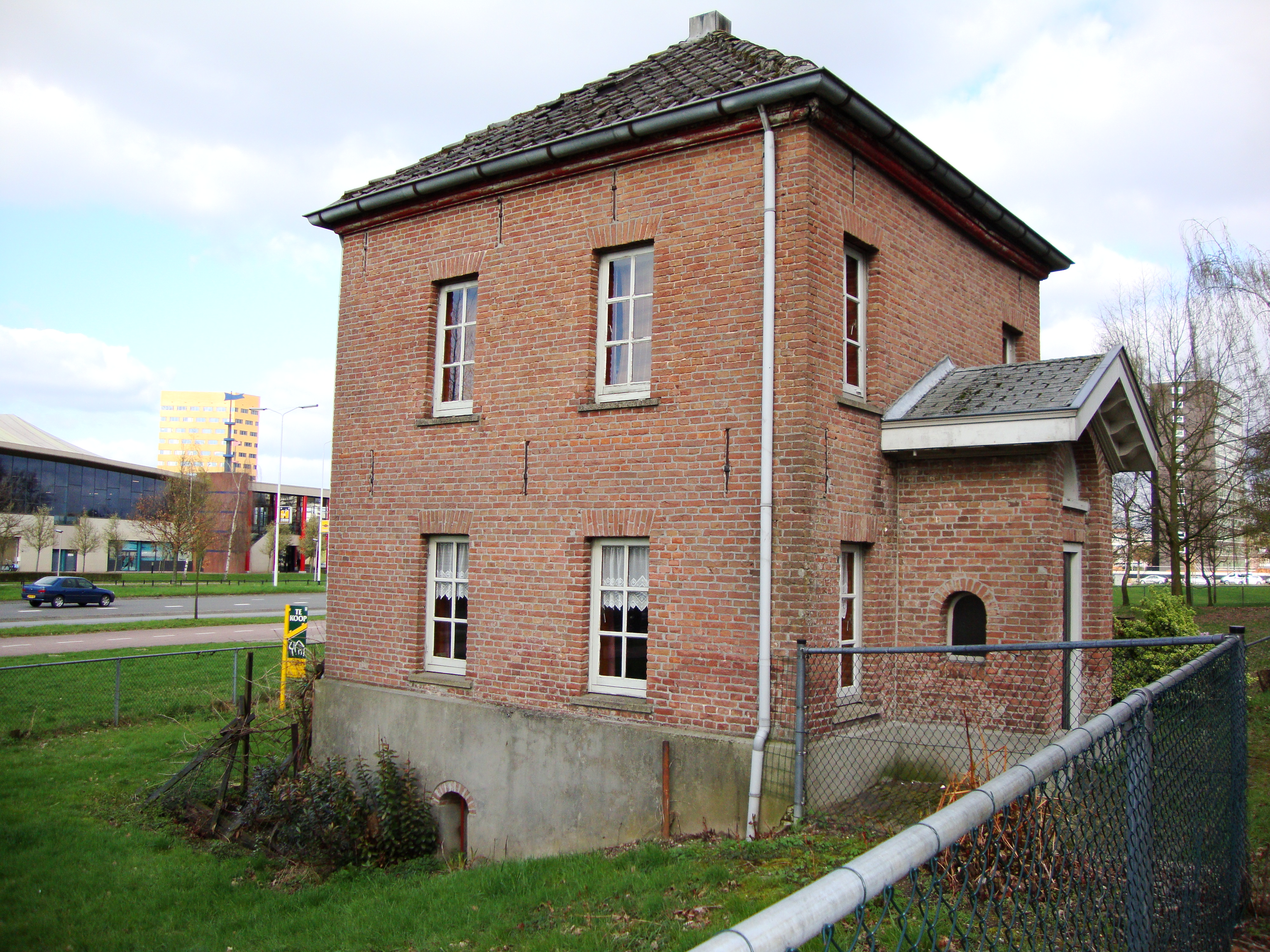
Tolhuisje aan de Teersdijk
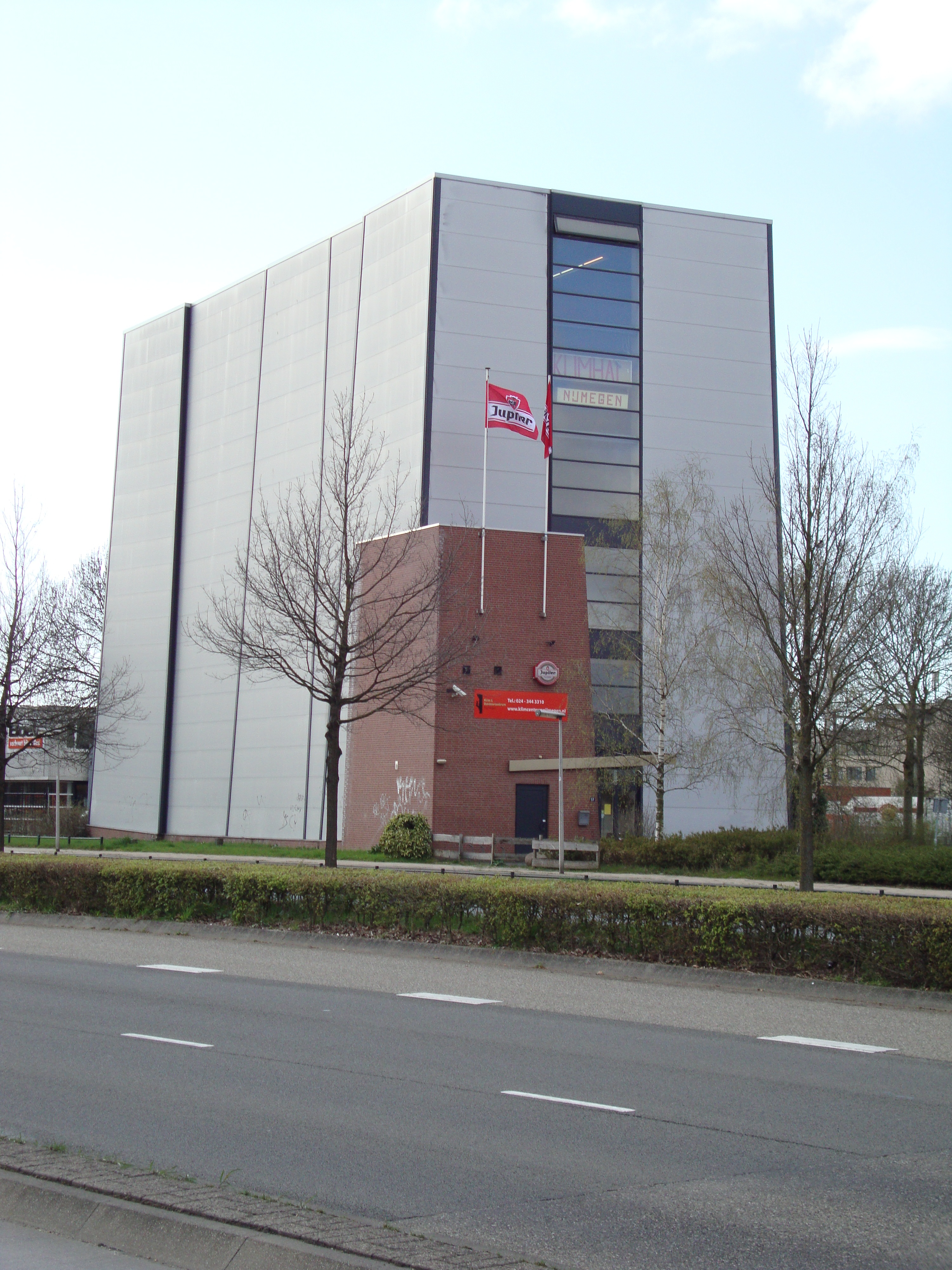
Klimhal
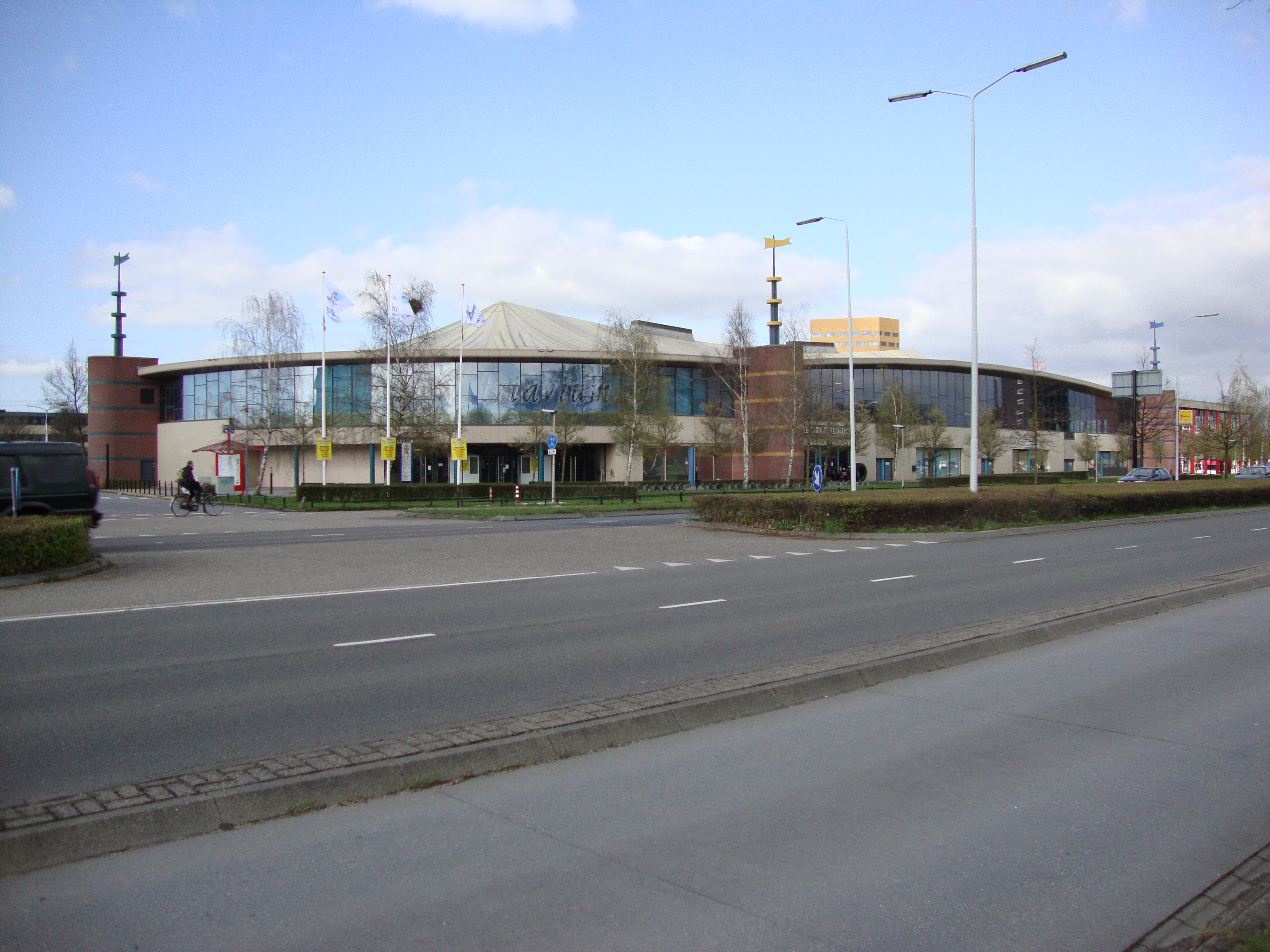
IJsbaan en Congrescentrum Triavium
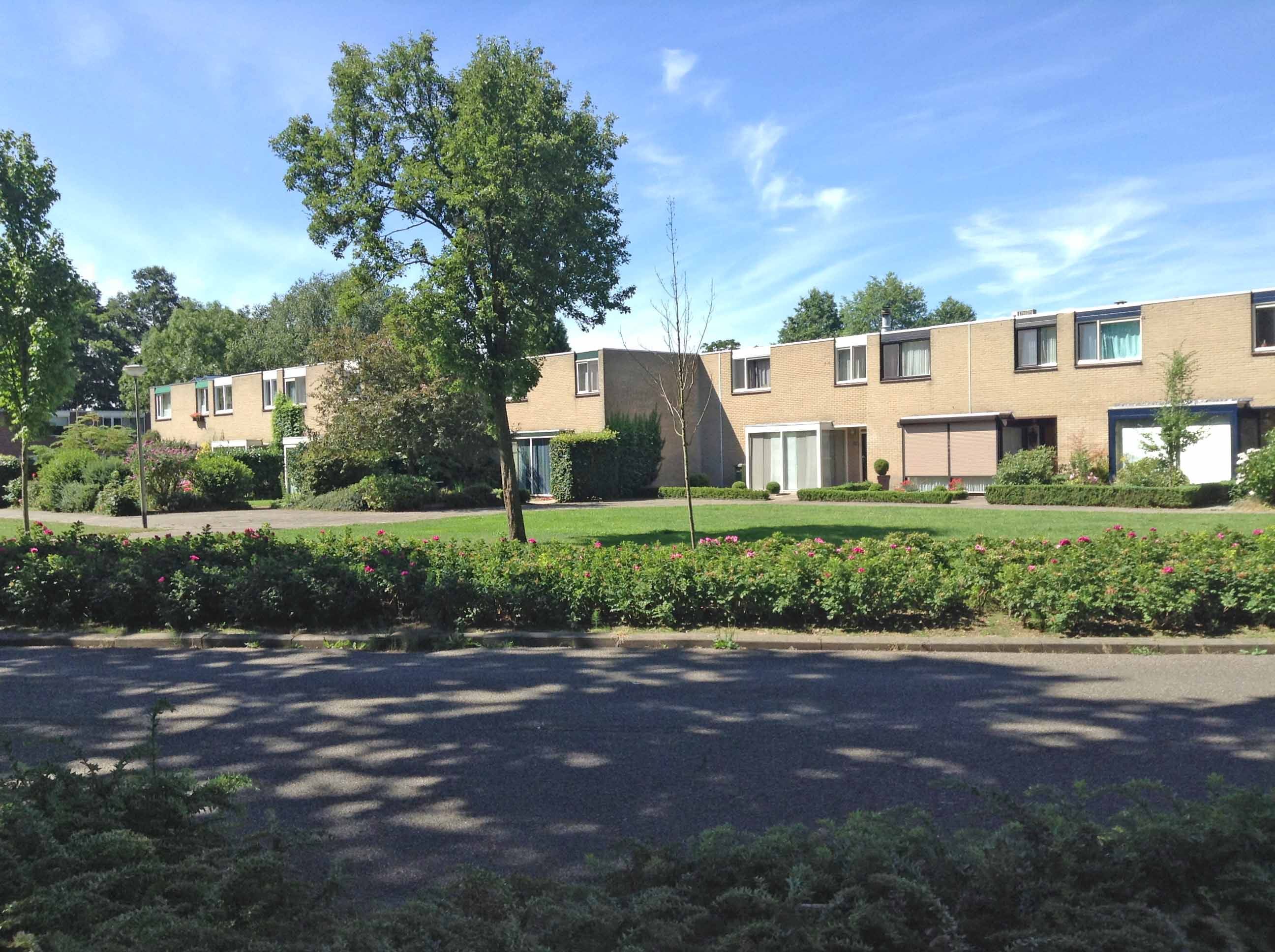
Laagbouw in Tolhuis
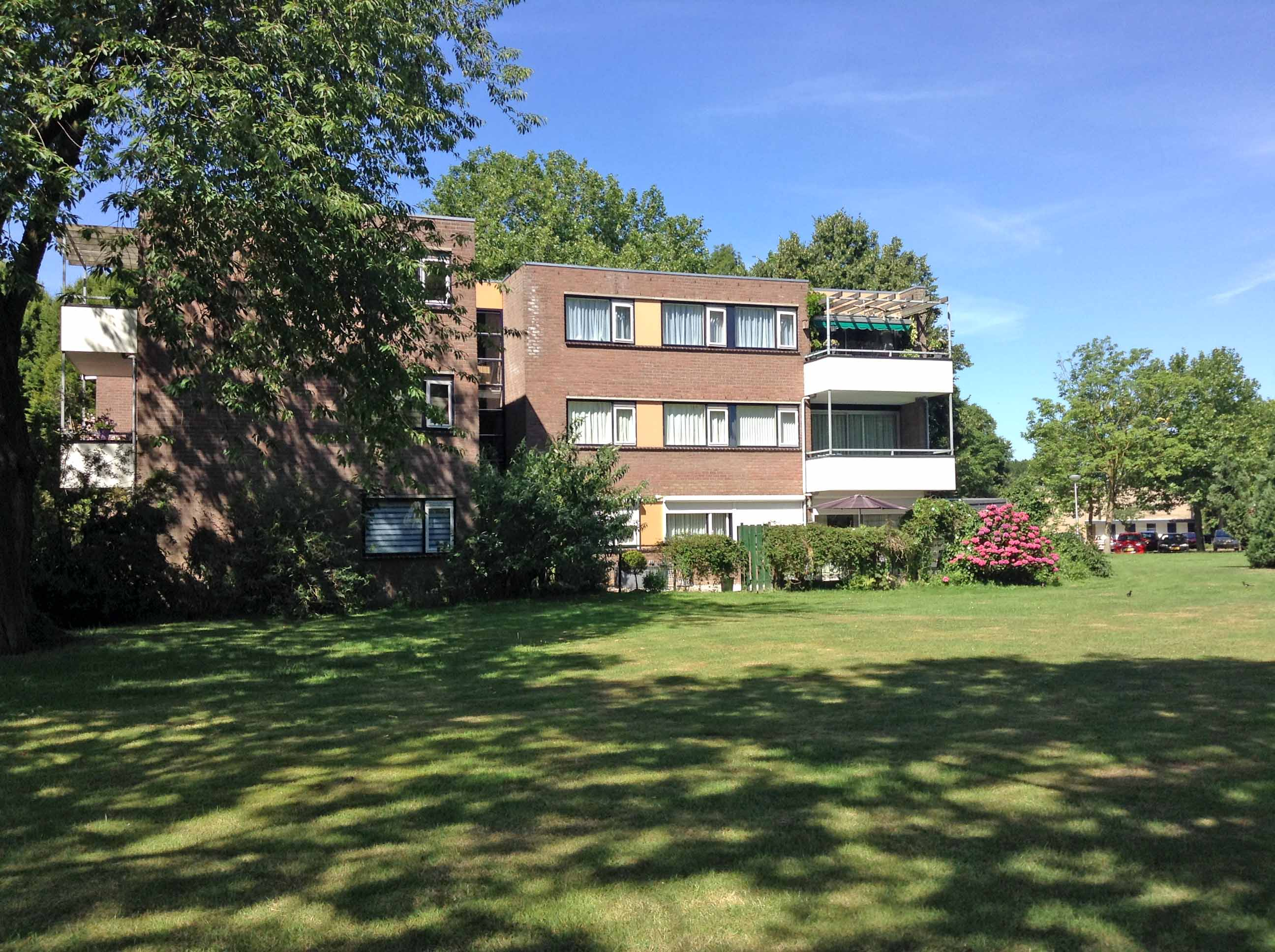
Appartementencomplex in Tolhuis
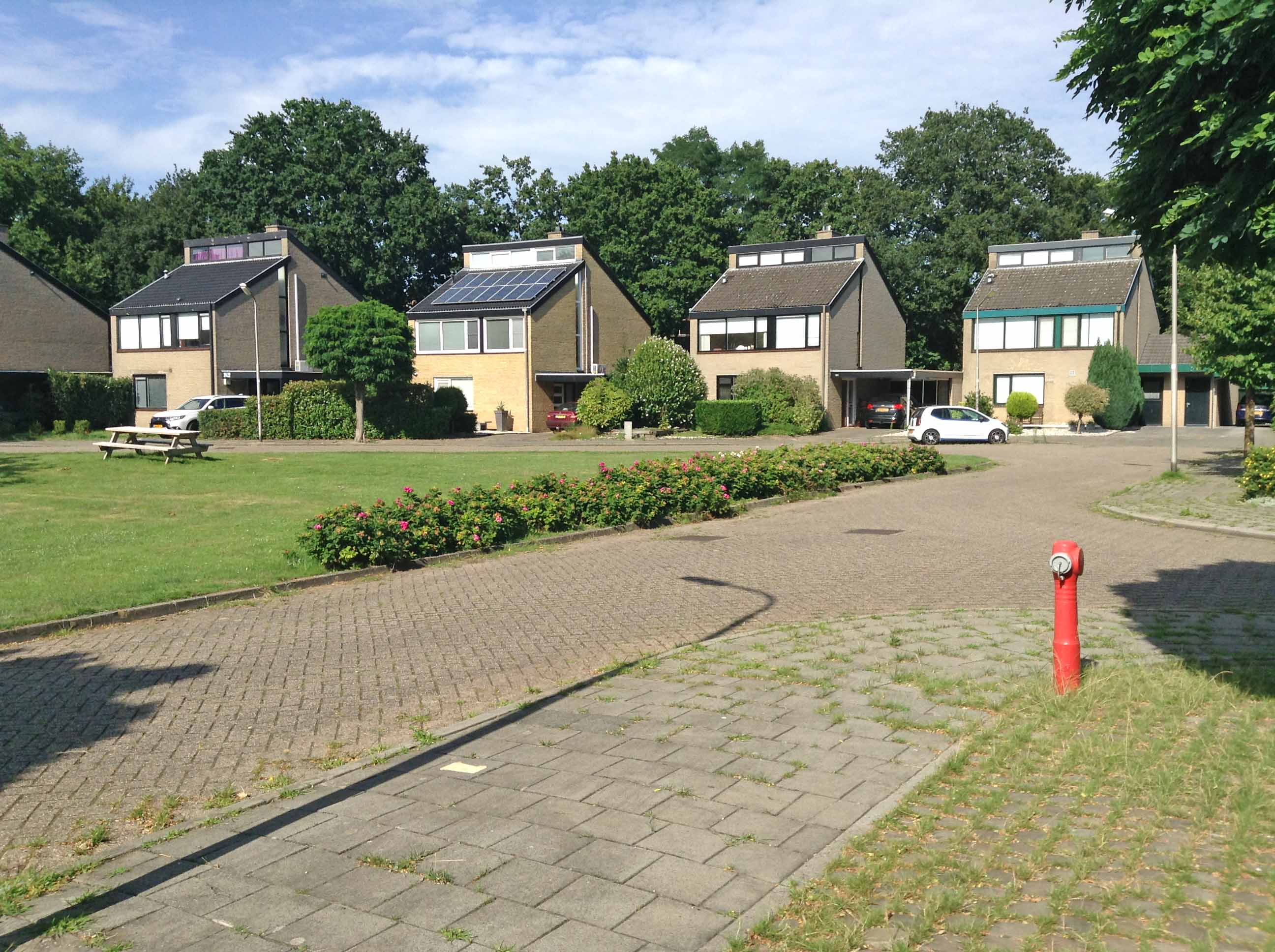
Herenhuizen in Tolhuis
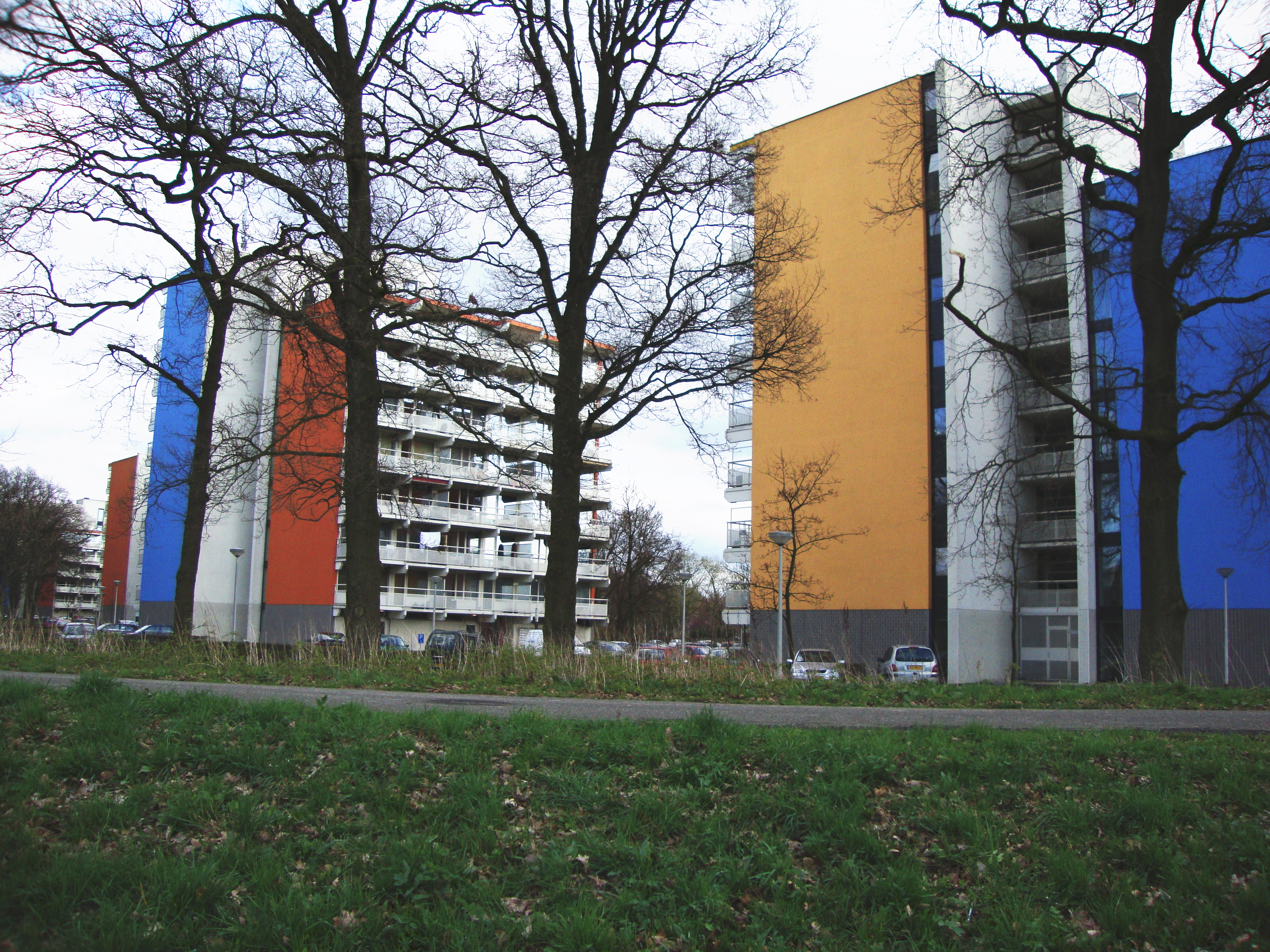
Hoogbouw langs de Teersdijk (Tolhuis)
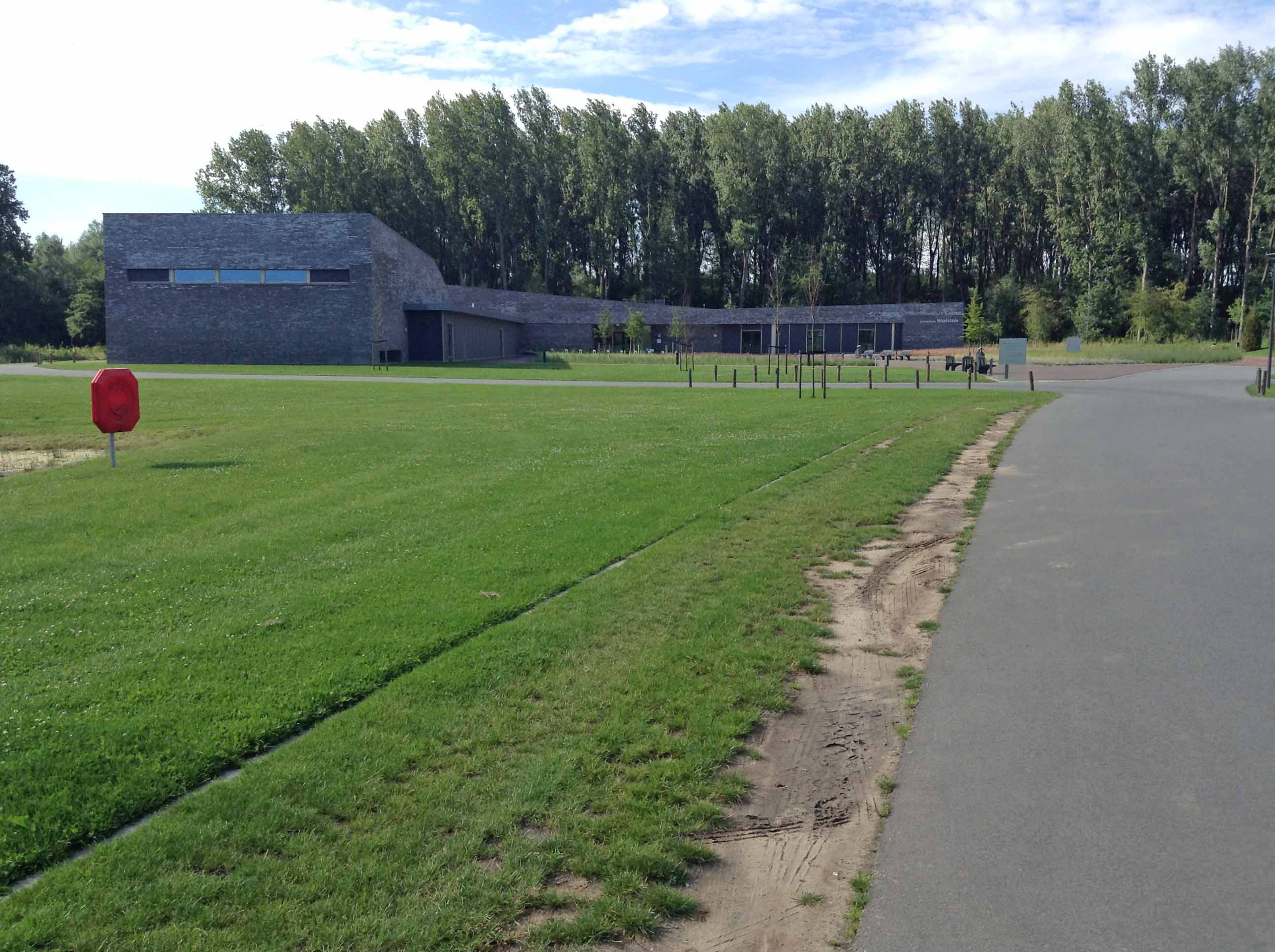
Crematorium en uitvaartcentrum Waalstede (Tolhuis)